# Reattivo di Benedict
Il reagente di Benedict è una soluzione utilizzata per effettuare il saggio di Benedict. Deve il suo nome al chimico statunitense Stanley Rossiter Benedict.
Il reagente di Benedict è utilizzato per determinare la presenza di zuccheri riducenti. Questi includono tutti i monosaccaridi e i disaccaridi lattosio e maltosio. Più in generale, il saggio di Benedict è in grado di rilevare la presenza delle aldeidi (escluse quelle aromatiche) e alfa-idrossichetoni (aciloine), che includono quelli presenti in certi chetosi. Quindi, sebbene il chetoso fruttosio non sia strettamente uno zucchero riducente, esso è un alfa-idrossichetone e reagisce col reattivo di Benedict in quanto viene convertito negli aldosi glucosio e mannosio per via della basicità della soluzione.

## Componenti
Un litro di reagente di Benedict può essere preparato sciogliendo in un litro di acqua 100 g di carbonato di sodio anidro, 173 g di citrato di sodio e 17,3 g di solfato rameico pentaidrato. Viene spesso utilizzato al posto del reattivo di Fehling.
Il citrato di sodio ha il compito di complessare Cu2+ che, nelle condizioni basiche dovute alla presenza del carbonato di sodio, precipiterebbe come idrossido. Le sostanze organiche riducono Cu2+ a Cu2O, con formazione di un precipitato di colore rosso mattone.

## Esecuzione del saggio
Per verificare la presenza di monosaccaridi o disaccaridi riducenti viene aggiunta una piccola quantità di reattivo e si procede a riscaldamento a bagnomaria per 4-10 minuti. In presenza di zuccheri riducenti, si nota una progressiva variazione del colore della soluzione che passa dal blu al rosso mattone. Disaccaridi comuni come lattosio e maltosio reagiscono col reattivo di Benedict, possedendo entrambe una forma isomera in cui è presente una porzione di glucosio con un gruppo aldeidico libero.
Il saccarosio, formato da glucosio e fruttosio con legame 1,2 glicosidico, invece non possiede forme con un gruppo aldeidico e quindi dà esito negativo col saggio di Benedict. Per idrolisi acida è possibile scindere il legame glicosidico del saccarosio, con formazione di glucosio e fruttosio che danno reazione positiva. I polisaccaridi come l'amido possiedono una piccola quantità di porzioni riducenti e tendono a non reagire col reattivo di Benedict.
Il reattivo di Benedict può essere utilizzato per rilevare la presenza di glucosio nelle urine, un indicatore di diabete mellito.
Il reattivo può essere utilizzato anche per effettuare la determinazione quantitativa degli zuccheri riducenti tramite titolazione.